# Microdonophagus
Microdonophagus is een geslacht van vliesvleugeligen uit de familie Eulophidae. De wetenschappelijke naam van dit geslacht is voor het eerst geldig gepubliceerd in 1986 door Schauff.

## Soorten
Het geslacht Microdonophagus omvat de volgende soorten:
- Microdonophagus levis Hansson, 2009
- Microdonophagus woodleyi Schauff, 1986